# Polystichum nanchuanicum
Polystichum nanchuanicum är en träjonväxtart som beskrevs av Ren-Chang Ching. Polystichum nanchuanicum ingår i släktet Polystichum och familjen Dryopteridaceae. Inga underarter finns listade.